# Esther Siamfuko
Esther Siamfuko (* 8. August 2004 in Choma) ist eine sambische Fußballspielerin.

## Karriere

### Verein
Siamfuko spielte für Queens Academy und wechselte im Sommer 2022 zu den Green Buffaloes.

### Nationalmannschaft
Mit der U17 nahm sie an der COSAFA Meisterschaft 2020 teil.
In der sambischen A-Nationalmannschaft debütierte sie am 28. November 2020 bei einer 1:2-Freundschaftsspielniederlage gegen Chile, als sie zur 62. Minute für Agness Musase eingewechselt wurde. Danach war sie auch Teil des Kaders beim Olympiaturnier der Spiele 2020 und kam hier bei zwei Spielen zu Einsatzminuten. Beim Afrika-Cup 2022 wurde sie im ersten Gruppenspiel kurz vor Schluss eingewechselt.
Am 3. Juli 2023 wurde sie nicht für den sambischen Kader zur Weltmeisterschaft 2023 nominiert, jedoch als Standby notiert.